# Vlag van de Volksrepubliek Donetsk

Vlag van de Volksrepubliek Donetsk

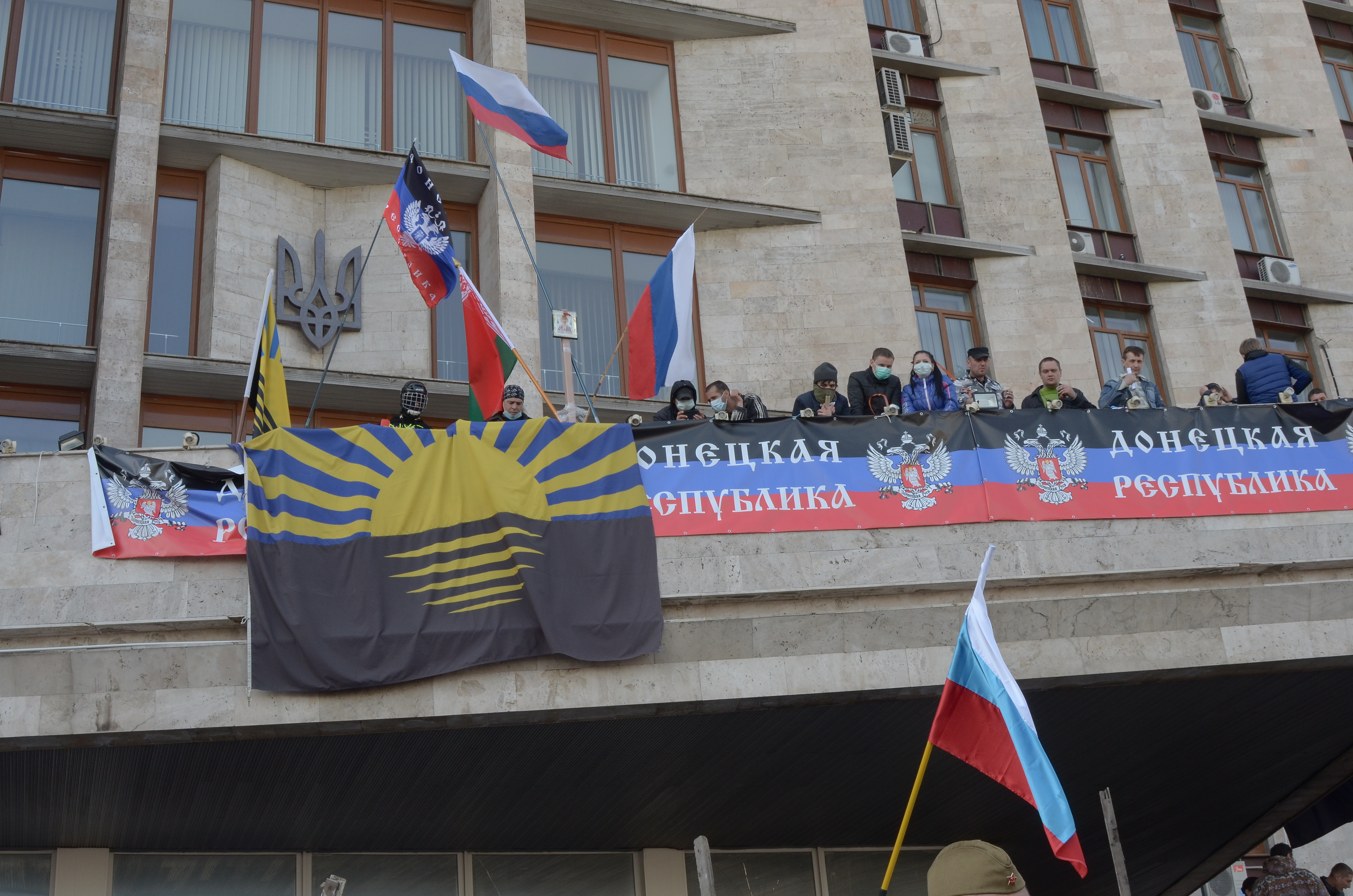
Pro-Russische protesten in Donetsk op 7 april 2014. De eerste variant van de DPR-vlag is te zien naast andere vlaggen, zoals de Russische en Oblast Donetsk.

De vlag van de Volksrepubliek Donetsk zou volgens de separatistische autoriteiten gebaseerd zijn op de vlag van Sovjetrepubliek Donetsk-Krivoj Rog.  Er is echter geen bewijs van een dergelijke vlag in 1918, en het is hoogstwaarschijnlijk gebaseerd op Interdvizheniye Donbasa, een organisatie die in augustus 1989 aan de universiteit van Donetsk werd opgericht.
Algemeen wordt aangenomen dat de zwarte strook de Zwarte Zee of de kolenindustrie in de Donbas-regio vertegenwoordigt.  Men denkt dat blauw water vertegenwoordigt en rood vrijheid. Er is echter geen bewijs dat een dergelijke vlag werd gebruikt door de DKSR, die de Rode vlag als symbool gebruikte.  De originele DPR-vlag had ook een wapen van de republiek met de tekst "Donetsk Rus'" (Донецкая Русь) in het midden.  Het was identiek aan de vlag van de Oost-Oekraïense Republiek Donetsk, een politieke partij, met behoud van de woorden "Republiek Donetsk" (Донецкая Республика) in het Russisch.  Een meer vereenvoudigde variant van de witte tweekoppige adelaar werd sinds 7 april 2014 vaker gebruikt door aanvankelijke pro-Russische demonstranten en vervolgens door separatisten van de Russische separatistische troepen in Donbas Volksmilitie.
In oktober 2014 werd een tweede hoofdvlag met de woorden "Volksrepubliek Donetsk" (Донецкая Народная Республика) gemaakt met een bijgewerkte tweekoppige adelaar die minder leek op het Russisch  wapen.  Deze vlag leek prominenter te worden gebruikt door de staat en verscheen zelfs op stembussen tijdens de Algemene verkiezingen in Donbas 2014. Na 2017 wordt de huidige vlag door de staat aangenomen  en strijdkrachten, wat een vereenvoudigd zwart, blauw en rood is driekleur.

Eerste vlag van de Volksrepubliek Donetsk, gebaseerd op de politieke partij Republiek Donetsk [2][3]
Eerste vlagvariant weergegeven op 7 april 2014
Alternatieve vlagvariant van de staat tussen april - juni 2014
Tweede vlag van de Volksrepubliek Donetsk (oktober 2014 – 2017) [4]
Huidige vlag van de Volksrepubliek Donetsk[5]

Abchazië · Donetsk · Kosovo · Loegansk · Nagorno-Karabach · Republiek China · Sahrawi Arabische Democratische Republiek · Somaliland · Transnistrië · Turkse Republiek Noord-Cyprus · Zuid-Ossetië
Zie ook: Vlaggen van afhankelijke gebieden · Vlaggen van subnationale entiteiten (per land)